# Ујкиђош
Тоткомлош (мађ. Újkígyós) је мањи град у жупанији Бекеш у Мађарској.

## Географија
Покрива површину од 54,92 km2 (21,20 sq mi) и од 2002. године имао је 5.723 становника.
Иако „префикс” „уј”, што значи „нови”, изгледа да сугерише да је град недавно створен, вероватно датира још из историје као и суседни Сабадкиђош „Слободни Киђош” (видети датум на градском грбу). Град је доживео велику експанзију после Другог светског рата. Комунистичка партија Мађарске је консолидовала своју власт као део своје „социјалистичке трансформације пољопривреде“ која је наметнута сеоском становништву. Земљорадничке породице из околних села, од којих је већина некада радила као закупци код недавно укинуте властеле, биле су принуђене да се преселе у централни округ и да обрађују земљу као део колектива.

## Историја
Још крајем 1960-их, многе бивше резиденције које су претворене у штале и складишта још су биле у употреби од стране колектива.
Постепено попуштање владине контроле које је уследило након совјетске руске инвазије и накнадне репресије 1956. године и спорог економског опоравка 1960-их довели су до значајног побољшања живота грађана. Уведен је градски водовод, иако је био толико мањкав, што су га људи презриво називали "социјалиш Арбајт". Мисе, укључујући и свадбене, служене су под званичним владиним покровитељством у локалној римокатоличкој цркви.
Током лета 1968. током годишњег националног Танцфестивала, Ујкиђош је, заједно са остатком земље, по први пут успео да прими многе од 200.000 повратника који су побегли из земље након  побуне 1956. године. Ова новина се поклопила са врхунцем реформских напора Александра Дубчека у суседној Чехословачкој, чији је радикализам подстакао повратак руске војске пре краја лета, увече 18./19. августа 1968. године.
Четрдесет година касније, чини се да се град мало разликује по величини или изгледу. У ствари, поглед на регион из ваздуха или сателита показује мало разлике у односу на фотографије снимљене 1962. године, да би се приказао успех владиних програма колективизације. Модерни садржаји обилују поређењем, у Ујкиђошу је 1968. постојао само један аутомобил. Али град је мало порастао јер многи млади људи одлазе да траже срећу у већим градовима као што су Сегедин и Будимпешта.
Од када је Комунистичка партија одустала од монопола власти 1989. године, дошло је до приватизације колективних фарми. Али потребно је више истраживања како би се расветлио пут којим су кренули људи из Ујкиђоша. Потребно је истражити у којој мери је колектив наставио да функционише као задружно предузеће. Такође треба утврдити колико је околног пољопривредног земљишта предато приватним лицима или враћено претходним власницима. Један извор недвосмислено наводи да су „деведесетих година прошлог века приватизоване радње задруге у стечају, а сама задруга подељена на неколико мањих пословних јединица. Неколико породица се сада бави пољопривредом као приватни пољопривредници на свом земљишту које су добили након покрета за компензацију.   Ујкиђош је доживео многе промене од успостављања демократске владе. Али фотографија младе девојке на коњу, снимљена у лето 1968, могла би да се репродукује на периферији града данас (2010). Традиција „коњарства“ датира још од раних дана миграције Мађара у Карпатски басен и није вероватно да ће ускоро нестати.

## Демографија
У 2001. години 98% становништва насеља су били Мађари, 1% Роми, 1% остали (углавном Словаци и Румуни).
Током пописа 2011, 90,9% становника се изјаснило као Мађари, 2,4% као Роми, 0,3% као Немци, 0,8% као Румуни и 0,5% као Словаци (9,1% се није изјаснило, због двоструког идентитета, укупан број може бити већи од 100%). 
Верска дистрибуција је била следећа: римокатолици 54,3%, реформисани 3,3%, лутерани 3,7%, гркокатолици 0,4%, неденоминациони 16,1% (19,7% се није изјаснило).